# Žaškiv
Žaškiv (in ucraino Жашків?) è una città ucraina (13 242 abitanti) nel distretto di Uman', nell'Oblast di Čerkasy. Ospita l'amministrazione della comunità territoriale di Žaškiv, una delle comunità territoriali dell'Ucraina.
Fino al 18 luglio 2020 Žaškiv è stata il centro amministrativo del distretto di Žaškiv, abolito come parte della riforma amministrativa dell'Ucraina, che ha ridotto a quattro il numero dei distretti dell'oblast' di Čerkasy. L'area del distretto di Žaškiv è stata fusa nel distretto di Uman'.